# علامة كيلي

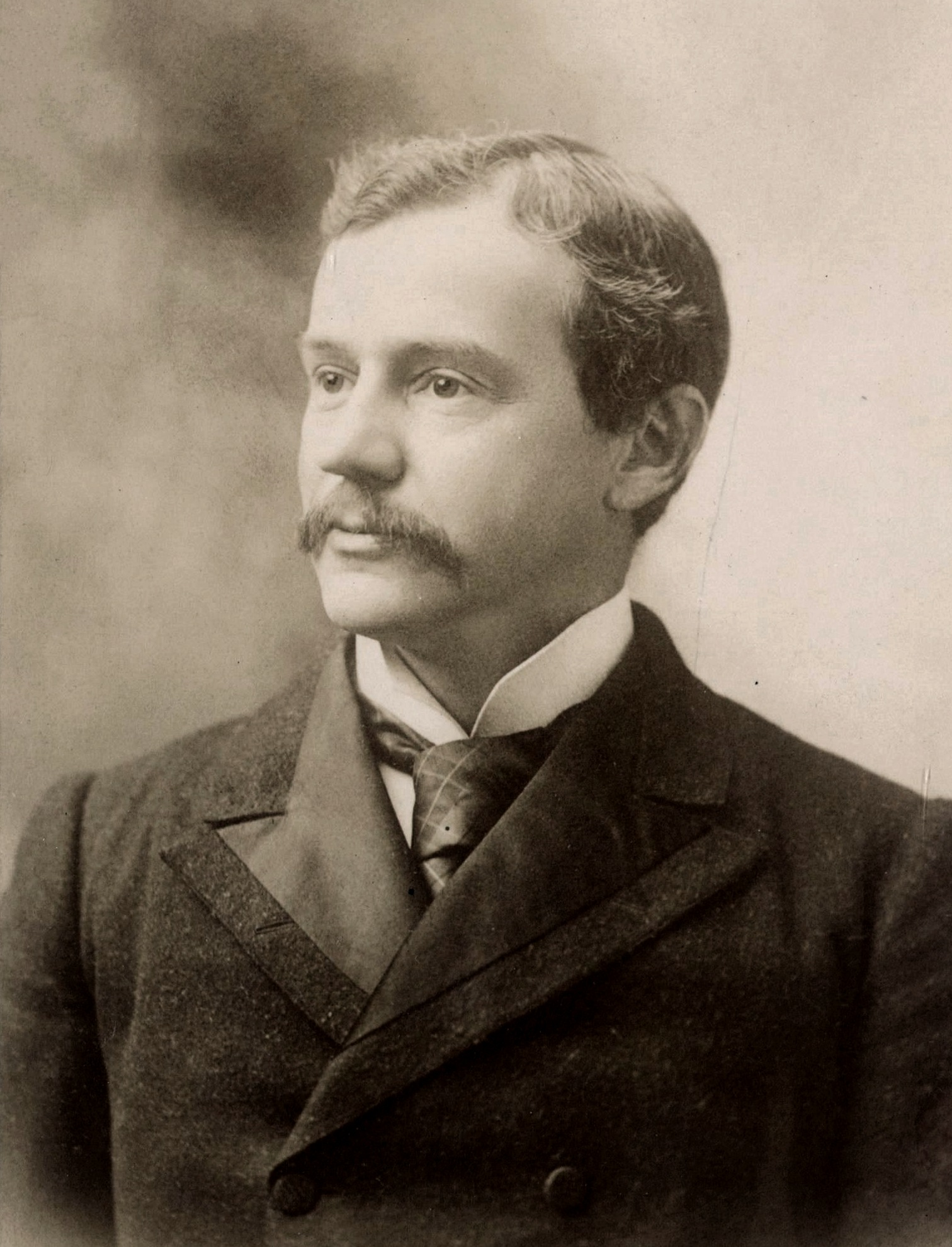
الطبيب الأمريكي هاورد أتوود كيلي

علامة كيلي هي علامة سريرية تُسهِّل العثور على الحالب أثناء العمليات الجراحيَّة، وتعتمد هذه الطريقة على الضغط بلطف على الحالب لاكتشاف الحركات الدودية للحالب الناتجة عن تقلُّص عضلاته. سميت نسبة إلى الطبيب الأمريكي هاورد أتوود كيلي.